# Halley (polární stanice)

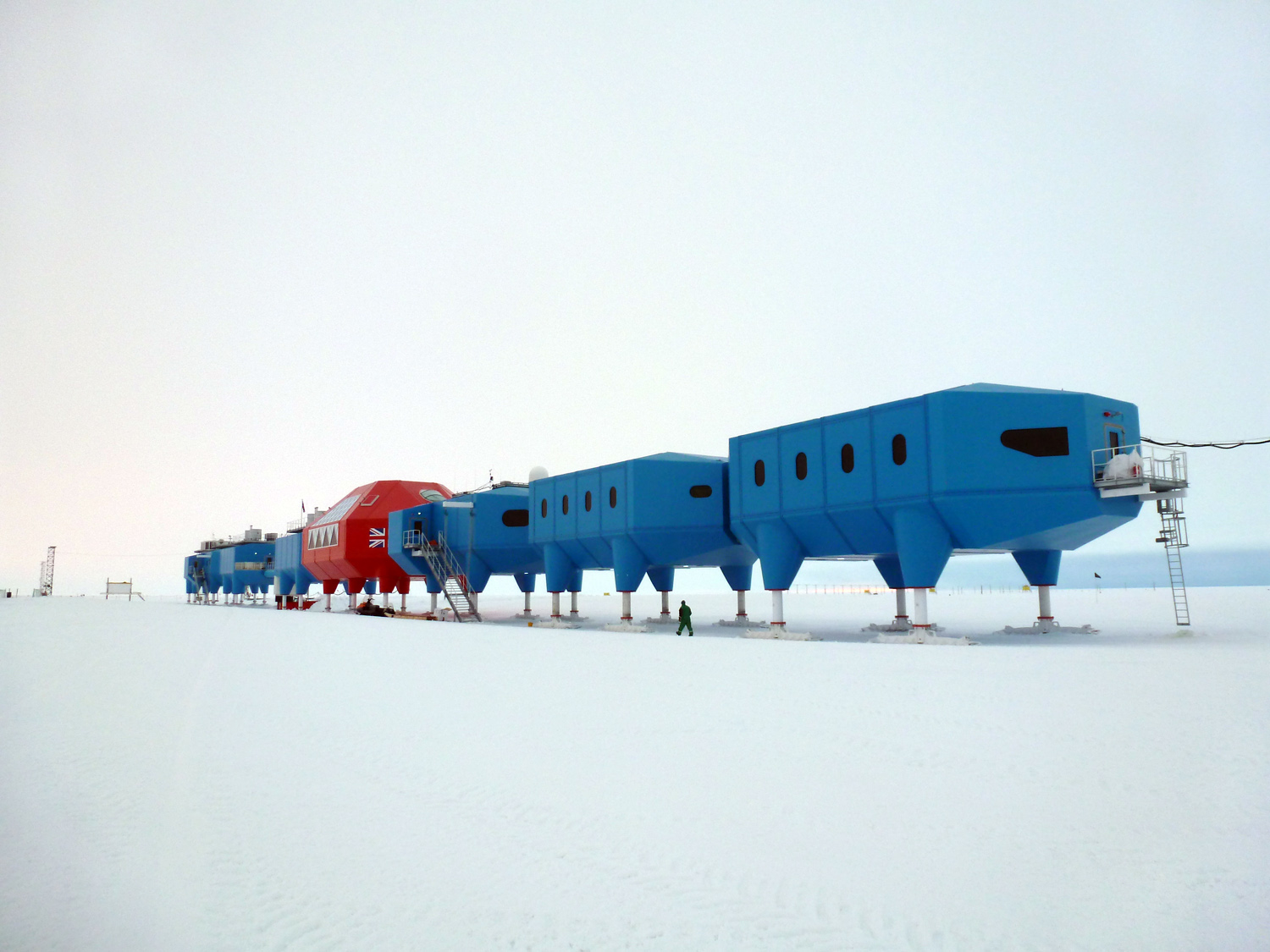
Stanice Halley VI

Polární stanice Halley je vědecká výzkumná stanice na ledovci Brunt, který pluje na Weddellově moři v Antarktidě, kde jsou velmi vhodné podmínky pro zkoumání a sledovaní zemské atmosféry. Výsledky měření, které byly provedeny právě zde, vedly v roce 1985 k objevu ozonové díry. Stanice patřící Velké Británii byla založená a je financována British Antarctic Survey (BAS). 

## Historie
Halley byla založena v roce 1956 expedicí Royal Society. Zátoka, kde se výprava rozhodla základnu vybudovat, nesla název Halley Bay po astronomovi Edmondu Halleymu. V roce 1977 bylo však jméno změněno na Halley, jelikož původní zátoka díky pohybům pevninských šelfů zanikla. Nejnovější stanice, Halley VI, byla oficiálně otevřena v únoru 2013.
Dne 30. července 2014 stanice ztratila své elektrické a topenářské napájení po dobu 19 hodin. Během tohoto výpadku se zde vyskytly rekordně nízké teploty. Napájení se podařilo částečně obnovit díky záložním zdrojům, ale všechny vědecké aktivity, kromě meteorologického měření, které bylo zásadní pro předpověď počasí, byly pozastavené.

## Vývoj stanice Halley
Během své existence byla stanice několikrát postavena a opuštěna.
- HALLEY I – budova s dřevěným jádrem, která byla postavena v roce 1956. O pět let později zde byla přistavěna hlavní obývací jednotka a v roce 1964 byl dostavěn Office blok. V roce 1968 byla pro svůj špatný stav opuštěna.
- HALLEY II – řada malých dřevěných chatek byla stavěna mezi lety 1966–1967. Střechy byly vybaveny ocelovými oporami, které je měly vyztužit, aby unesly velkou váhu zmrzlého sněhu. I přesto musela být stanice o šest let později – v roce 1973, opuštěna.
- HALLEY III – tato stanice byla postavena roku 1973 uvnitř velké ocelové trubky. O deset let později byla tato lichoběžníková stavba pohřbena pod sněhem, v hloubce mezi dvanácti až patnácti metry, což způsobilo problémy s ventilací a přístupem a vedlo k jejímu opuštění. O dalších pár let později se objekt vynořil u ledového útesu v moři.
- HALLEY IV – čtvrtá stanice byla postavena roku 1983. Skládala se z dvoupatrových budov umístěných ve čtyřech propojených překližkových rourách s přístupovými šachtami na povrch. Roury měly devět metrů v průměru a skládaly se z vyztužených panelů, které byly navrženy tak, aby vydržely tlak sněhu a ledu nad sebou. Nakonec však musela být opuštěna i tato stanice a to v roce 1994.
- HALLEY V – tato stanice byla v provozu od roku 1989. Hlavní budovy byly postavené na ocelové platformě, která byla zvyšována, aby udržela stanice nad úrovní sněhu. Hlavní plošina se nazývala Lawes platform. Další významnou částí byla Simpsonova budova, která musela být vyvyšována každý rok. V té se nacházel Dobsonův spektrofotometr, kterým zde byla objevena ozonová díra. Po vzniku Halley VI byla stanice Halley V roku 2012 zničena.
- HALLEY VI – v provozu od 28. února 2012, oficiálně otevřena 5. února 2013. Stejně jako Halley V i Halley VI je postavena na vyvyšovaných sloupech, které stanici chrání před hromadícím se sněhem. Na spodu těchto sloupů jsou navíc umístěny lyže, díky nimž lze budovy pravidelně přemisťovat. Na výstavbu Halley VI byl vypsán konkurz, který se svým návrhem vyhráli Faber Maunsell a Hugh Broughton Architects. Tvoří ji 26 modulů, které postupně vznikaly v Jižní Africe, a její první část byla do Antarktidy přesunuta v prosinci 2007.

## Podnebí
Teploty v Halley zřídka stoupají nad 0 °C. Letní teplota se většinou pohybuje mezi -10 °C až -20 °C. V zimě se teplota pohybuje mezi -20 °C až po extrémních – 55 °C. Větry, které zde vanou, většinou pocházejí z východu.
Oblast Halley Bay je známá i tím, že v průběhu roku je zde období sto pěti dní, od 21. června do 13. září, během kterých polárníci neuvidí světlo. Obyvatelé stanice jsou zcela izolování od okolí a jediní, kdo s nimi sdílí dané území, jsou tučňáci císařští.

## Život na stanici
Život na Antarktidě je ovlivňován především ročními dobami – krátkým létem a oproti tomu velmi dlouhou zimou. Významná data v zimě jsou 29. dubna, což je poslední den, kdy je vidět slunce, 21. června, kdy je zimní slunovrat a 13. září, což je den, kdy je poprvé po zimě vidět slunce. 
Podle tradice nejstarší člen posádky spustí 29. dubna potrhanou vlajku, která se stáhne v období zimního slunovratu, aby mohl nejmladší člen vyvěsit 13. září vlajku novou.
Nejvýznamnější událostí každého roku je příjezd lodi na konci prosince. Jakmile loď připluje, práce teprve začíná. Náklad se musí vyložit, odpad se musí naložit. Tyto procesy probíhají asi týden a to 24 hodin denně, protože náklad se vykládá na pobřeží, a to je od stanice Halley vzdálené asi patnáct kilometrů. Pokud se však zhorší podmínky, může se trasa protáhnout až na 60 kilometrů.
Zásoby byly přepravovány pomocí flotily saní Sno-Cats. V roce 2006 pro urychlení transportu odpadu a nákladu dorazila na stanici nová vozidla Challenger 765B.
Během zimních měsíců je ve stanici obvykle čtrnáct zaměstnanců. Při běžné zimě odjíždí poslední loď v únoru a lidé jsou v budovách izolováni až do listopadu, kdy podle plánů přilétá první letadlo. Často mezi těmito lidmi není žádný vědec, a tým je složen z techniků, kteří stanici připraví pro experimenty, které vědci provádějí. Například v roce 2012 se posádka stanice skládala z doktora, šéfkuchaře, dvou manažerů, automechanika, elektrikáře, instalatéra, dvou meteorologů a dvou inženýrů. Během letní části roku, od listopadu do února, je pak na stanici umístěno kolem sedmdesáti lidí.